# Carlene Carter
Carlene Carterová, rodným jménem Rebecca Carlene Smithová (* 26. září 1955 Nashville), je americká country zpěvačka a skladatelka. Je dcerou June Carterové a jejího prvního manžela Carla Smitha.
Od roku 1978 nahrála dvanáct alb, především na hlavních značkách. Vydala také více než dvacet singlů, včetně tří nejlepších hitů v tabulkách Billboard Hot Country Songs.

## Kariéra
Carlene Carterová nejdříve vydala sólovou nahrávku "Friendly Gates", skladbu na albu svého nevlastního otce Johnny Cashe z roku 1974 The Junkie a Juicehead Minus Me a nahrávala pod jménem Carlene Routh.
Její sólová nahrávací kariéra začala v pozdních sedmdesátých letech se svým eponymním debutovým albem. V roce 1979 během koncertu v The Bottom Line v New Yorku představila skladbu Swap-Meat Rag z jejího alba "Two Sides to Every Woman".

## Osobní život
Carlene Carterová byla čtyřikrát vdaná:
- Joseph Simpkins Jr. (1971-1972) (jedno dítě, Tiffany Anastasia Lowe, narozená 23. února 1972)
- Jack Wesley Routh (1974-1977) (jedno dítě, John Jackson Routh, narozený 15. ledna 1976)
- Nick Lowe (1979-1990)
- Joseph Breen (2006-)

Carterová byla po mnoho let spojena s basistou Howiem Epsteinem, známým svou prací s Tom Petty a Heartbreakers. Žila s ním v Tesuque v Novém Mexiku od roku 1996 do roku 2002.

## Diskografie

### Studiová alba
- Carlene Carter 1978
- Two Sides to Every Woman 1979
- Musical Shapes 1980
- Blue Nun 1981
- C'est C Bon 1983

- I Fell in Love 1990
- Little Love Letters 1993
- Little Acts of Treason 1995
- Stronger 2008
- Carter Girl 2014
- Sad Clowns & Hillbillies (s Johnem Mellencampem) 2017